# Monument Old Hickory (Sint Geertruid)

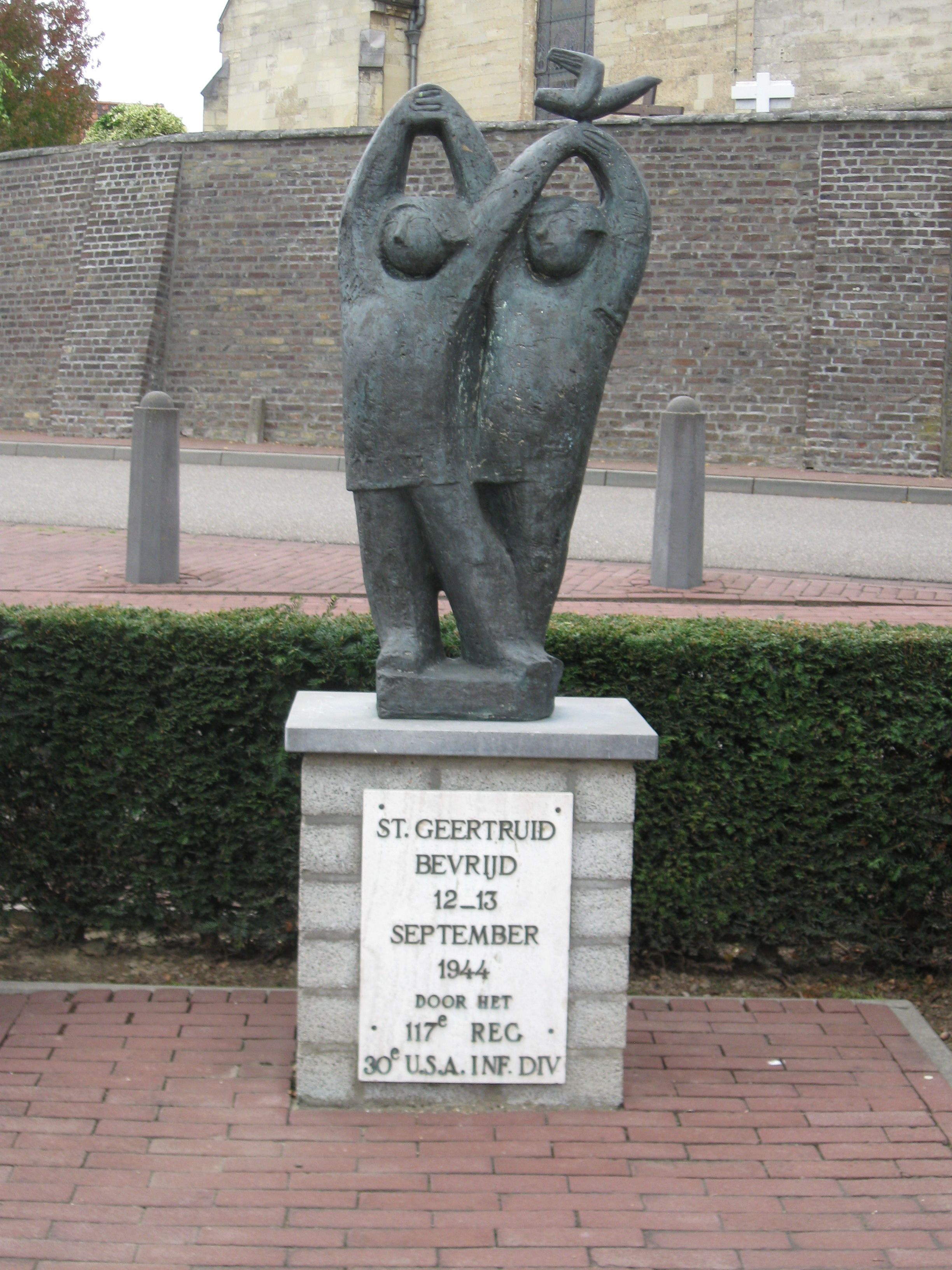
Het monument

Monument Old Hickory is een monument ter nagedachtenis aan de bevrijders van Sint Geertruid. Het Zuid-Limburgse dorp werd in 1944 van 12 op 13 september bevrijd door het Amerikaanse 117e regiment van de 30e Infanteriedivisie ("Old Hickorydivisie"). Het monument staat op de hoek van de Bukel- en Julianaweg.